# Slag bij Azincourt
De Slag bij Azincourt (door de Engelsen Agincourt genoemd) werd geleverd op 25 oktober 1415, tijdens de Honderdjarige Oorlog, tussen het leger van koning Hendrik V van Engeland en dat van Karel VI van Frankrijk. Het Engelse leger triomfeerde over de zwaar geharnaste Franse cavalerie. Deze laatste gleed uit in de modder en leed zware verliezen in de storm van pijlen die op hen neerregende.

## Wat voorafging
Op 13 augustus 1415 landde Hendriks leger van 8000 boogschutters en 2000 man cavalerie bij Harfleur. Het belegeren van deze stad kostte Hendrik een derde van zijn leger. Hierna trok hij op 7 oktober richting de stad Calais, die hij zo snel mogelijk via de kust wilde bereiken.
Zijn zoektocht om een veilige oversteekplaats over de Somme, de Kwinte en de Ternaas te vinden bracht hem op de hoogvlakte van Azincourt. Tussen de bossen van Azincourt en Tramecourt stuitte hij op 24 oktober op het Franse leger, dat hem de weg versperde, ruim 20.000 man sterk. Bovendien was het Engelse leger hongerig, vermoeid en werd het door dysenterie geteisterd.

## De slag
De slag werd uitgevochten in een open doorgang tussen de twee genoemde bossen. De nacht van de 24ste rustten beide legers, maar de Engelsen genoten slechts weinig beschutting tegen de zware regen. Vroeg op de morgen van de 25e stelde Hendrik zijn leger op (ongeveer 1000 bereden cavalerie, 6000 boogschutters, en een paar duizend man overig voetvolk). De Engelse linkerflank stond onder aanvoering van Camoys, de rechterflank onder de hertog van York, en het centrum onder Hendrik zelf. Hierbij vormde elke groep zijn eigen kleine leger, met de (afgestegen) cavalerie in het midden, boogschutters op de flanken en vooruitgeschoven groepjes boogschutters. Op bovenstaande schets van het terrein is de aanvangspositie van het Engelse leger rechts onder weergegeven.
De Fransen stelden zich op in drie rijen, met flinke tussenruimte. Hoewel ze drie tot viermaal zo talrijk waren als de Engelsen, verhinderde het terrein hen hiervan ten volle gebruik te maken. Door de zware regenval was de grond uitermate modderig, waardoor zij ook hun artillerie niet in stelling konden brengen. Hun kruisboogschutters bevonden zich achter de ridders en andere cavalerie.
Gedurende de eerste drie uur na zonsopgang bleef het rustig. Toen Hendrik merkte dat de Fransen niet van zins waren aan te vallen, beval hij zijn leger verder in de doorgang tussen de bossen op te rukken. De Engelse boogschutters groeven de staken uit (verdedigingsmiddel tegen riddercharges) en openden het treffen met salvo's pijlen. De Franse ridders, ongedisciplineerd en zorgeloos ondanks de lessen van Crécy en Poitiers, werden op deze wijze snel tot actie geprikkeld, en hun cavalerie steeg te paard voor een charge, alleen om in verwarring teruggedreven te worden.
De Franse maarschalk leidde de voorste lijn, afgestegen, met hun zware harnassen door de modder naar de Engelse linie. Ondanks de modder en de Engelse pijlen bereikten zij de Engelse linie, waar ze in handgemeen raakten met de Engelse afgestegen cavalerie. De dunne Engelse verdedigingslinie werd teruggedreven, en koning Hendrik zelf bijna tegen de grond gewerkt. De Engelse boogschutters kozen dit moment om door gaten in de nu vormeloze Franse linie te dringen. De zwaar bepantserde Fransen waren in hun bewegingsvrijheid gehinderd door hun grote aantal en het smalle slagveld. Ze werden vooruitgeduwd door hun medestrijders uit de tweede linie die zo snel mogelijk aan de slag wilden deelnemen. Ze hadden geen antwoord op de licht bepantserde en beweeglijke Engelse soldaten en werden gedood of gevangengenomen.
Volgens sommige bronnen volgde de derde Franse lijn het voorbeeld van de eerste twee, volgens anderen bleef deze lijn op de plaats stand houden.

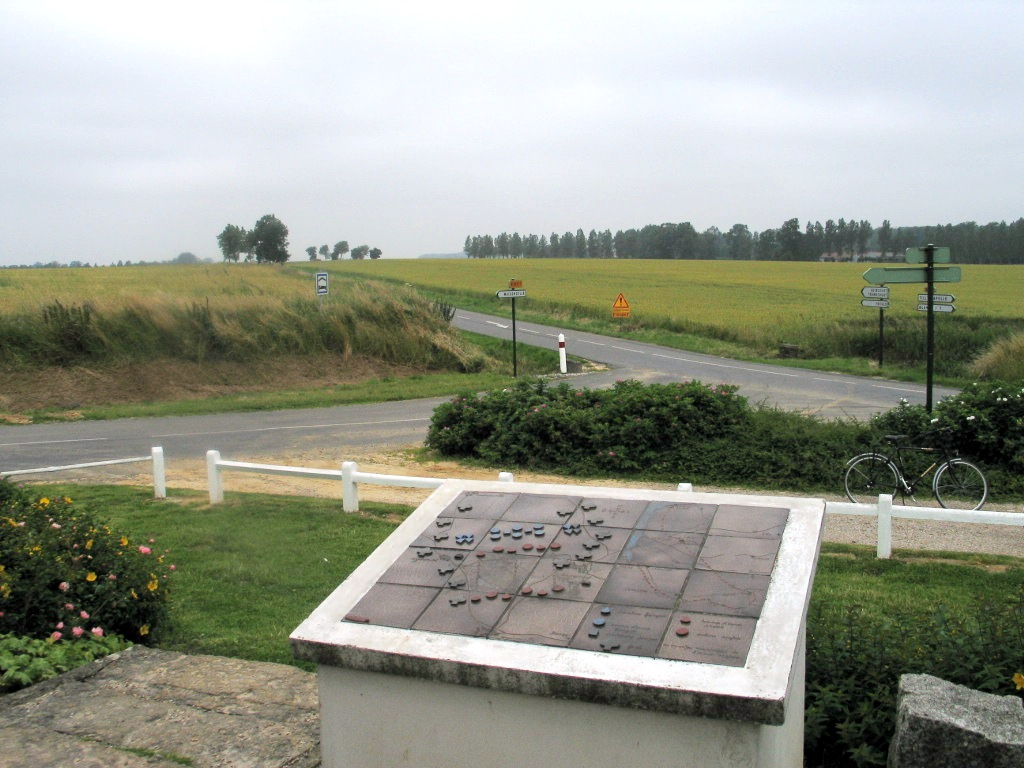
Slagveld - het bos van Tramecourt aan de rechterkant

## Verliezen
De slotscène werd gevormd door een aanval van een groep Fransen die eerder waren weggevlucht. Koning Hendrik, bang dat zijn grote groep gevangenen zou kunnen ontsnappen, gaf opdracht deze te doden. Een deel van de Franse gevangenen werd levend verbrand in een hut waar ze toevlucht hadden gezocht. De slachting stopte toen de aanvallers vertrokken.
De Engelsen zouden 12 cavaleristen (inclusief de hertog van York Eduard van Norwich, kleinzoon van Eduard III van Engeland) en ongeveer 100 man infanterie verloren hebben. Zoals in die tijd gebruikelijk werd het lichaam van de gesneuvelde hertog gekookt om zo zijn gebeente naar Engeland mee te kunnen nemen.
De Fransen verloren 5000 edelen, inclusief de connétable van Frankrijk Karel I van Albret, een maarschalk, 3 hertogen (onder wie Anton van Bourgondië, hertog van Brabant en Limburg), 5 graven en 90 baronnen (onder andere Jan van Alençon, Filips van Nevers) en de Hollandse huurling Jan van Brederode; 1000 anderen werden gevangengenomen, onder wie hertog Karel van Orléans.

## Culturele nalatenschap

### Muziek
De eerste muzikale neerslag van de slag bij Azincourt is een anoniem vijftiende-eeuws lied, gekend als Agincourt Carol, Agincourt song, Agincourt Hymn of ook wel, naar de eerste woorden, als Deo Gratias Anglia. Het lied is door tal van componisten bewerkt voor allerlei bezettingen. 
De Franse componist Olivier Greif (1950-2000) gaf zijn sonate voor twee cello's de titel "The Battle of Agincourt" mee. Greif alludeert erin op Shakespeares drama 'King Henry V'.
De Brit George Dyson (1883-1964) schreef een cantate voor koor en orkest met als thema de slag bij Azincourt, op teksten uit Shakespeares "Henry V" en de "Hymn after Agincourt (1415)".
Voorts komt de slag bij Azincourt in haast elke film- of toneelmuziek bij Henry V aan bod. William Walton (1902-1983) schreef bv. muziek bij de film "Henry V" uit 1943 (met Laurence Olivier). Meestal wordt van die muziek een orkestsuite uitgevoerd; de delen "Charge and Battle" en "Agincourt Song" gaan over de slag bij Azincourt.
Chris de Burgh bezong The fields of Agincourt op zijn studioalbum The hands of man.

### Film
In de film The King (2019) wordt deze slag gespeeld. In de film spreekt Lodewijk van Guyenne (die in werkelijkheid niet bij deze oorlog betrokken was) voorafgaand aan de strijd tot koning Hendrik "Well, then, boy, let us make famous that field out there. This little village of Agincourt..."